# 小江口乡
小江口乡，是中华人民共和国湖南省怀化市溆浦县下辖的一个乡镇级行政单位。

## 行政区划
小江口乡下辖以下地区：
高桥村、天星堂村、陈林坪村、白岩山村、曹家溪村、蓑衣溪村、大冲口村、江星村、双峰村、鱼米溪村、高峰村和立新村。